# SmartQVT
SmartQVT es una implementación completa de código abierto de Java del lenguaje operacional QVT que se dedica a expresar Arquitecturas dirigidas por modelo, desarrollada por Orange Labs
Esta herramienta compila las transformaciones de QVT en programas de Java para poder ejecutar transformaciones de QVT. Los programas compilados Java son aplicaciones basadas en EMF.
Se proporciona como plug-ins Eclipse ejecutándose en lo alto del marco de metamodeling EMF y está sujeto a la licencia EPL.

## Componentes
SmartQVT contiene tres componentes principales:
- un editor de código: este componente permite al usuario escribir código QVT resaltando palabras clave;
- un analizador: este componente convierte los archivos de código QVT en representaciones de modelo de los programas QVT (sintaxis abstracta);
- un compilador: este componente convierte representaciones del modelo del programa QVT en programas ejecutables de Java.

## Nota
- Esta obra contiene una traducción  derivada de «SmartQVT» de Wikipedia en inglés, publicada por sus editores bajo la Licencia de documentación libre de GNU y la Licencia Creative Commons Atribución-CompartirIgual 4.0 Internacional.

- Datos: Q3486871